# Екатерининский зал (Сенатский дворец)

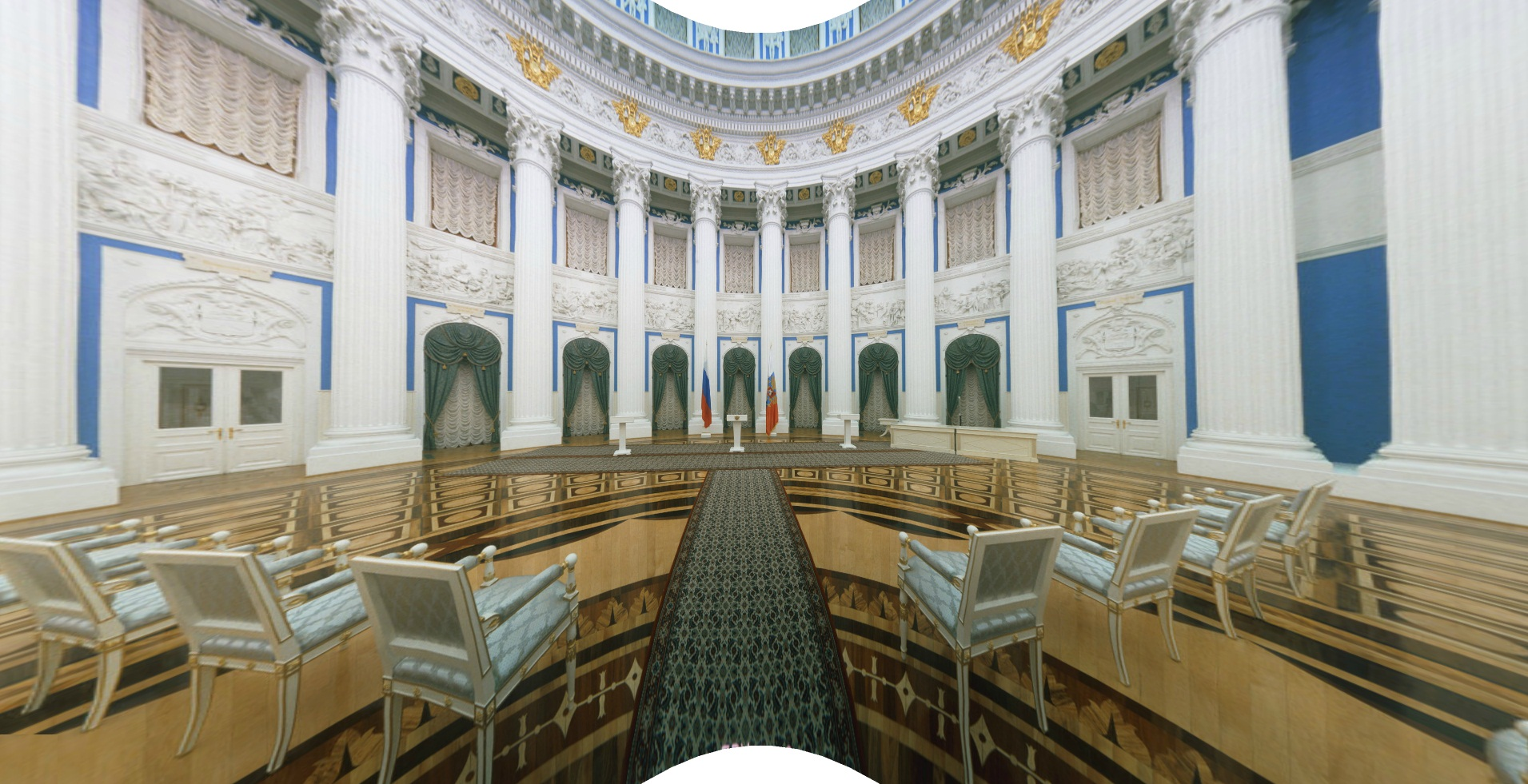
Екатерининский зал

Екатерининский зал (также Круглый или Купольный зал, в советское время Свердловский зал) — главный зал Сенатского дворца в Московском Кремле. Этот зал являлся лучшим парадным залом Москвы того времени как по торжественности архитектурного образа, так и по смелости конструктивного решения. Его архитектура явилась в России высоким примером построения монументальной композиции круглого купольного зала-ротонды и классическим образцом в дальнейшем строительстве парадных залов монументальных зданий гражданского и культового зодчества.

## История

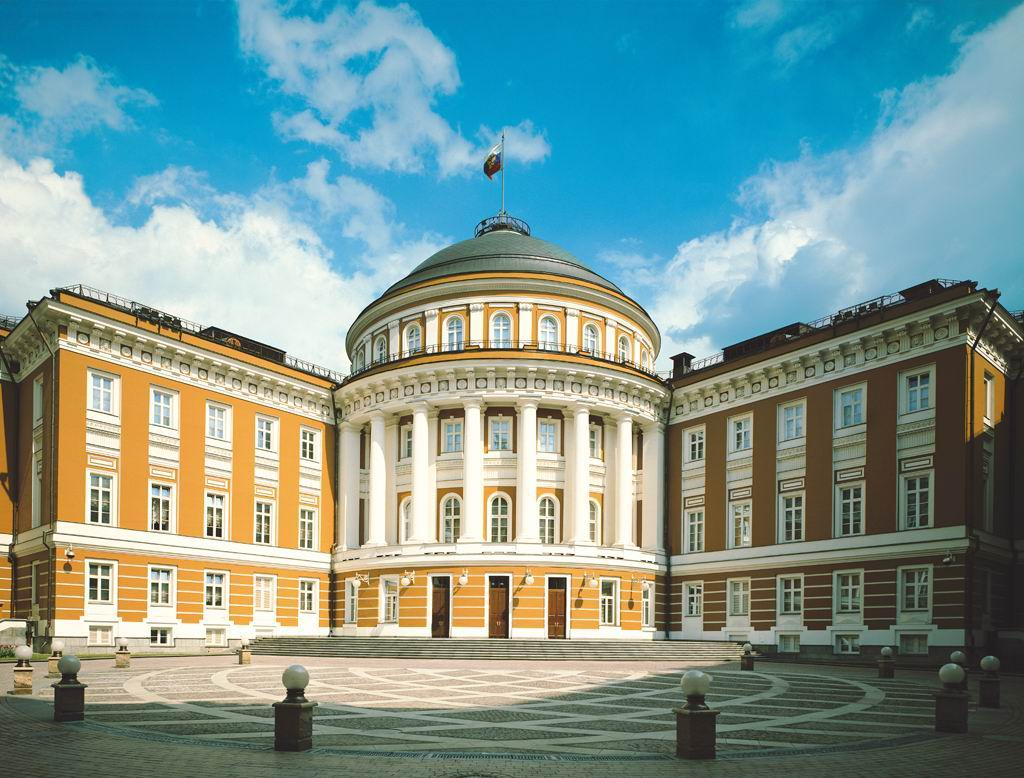
Вид на Екатерининский зал снаружи, из внутреннего двора

Решение о строительстве здания Сената связано с административными реформами Екатерины II 1760-х годов: прежде единый Сенат был разделён на департаменты и два из них — ведающий правами дворян и судебный — были переведены из столицы в Москву. В 1776 году казна выкупила у князей Трубецких и Барятинских их кремлёвские дворы и на их месте было принято решение начать строительство нового здания. Выбранный участок изначально был неудобен: треугольный, ограниченный Кремлёвской стеной, зданием Цейхгауза и Чудовым монастырём. Из двух представленных проектов Сената — К. И. Бланка и М. Ф. Казакова — был выбран проект архитектора Казакова; Бланка назначили консультантом строительства. Строительство здания продолжалось с 1776 по 1787 год, а внутренняя отделка завершена только к 1790 году.
Екатерининский зал является центром композиции всего здания, имеющей форму треугольника с внутренним двором, разделённым поперечными корпусами на три части. Изначально он предназначался для дворянских собраний, однако после постройки в 1784 году Колонного зала в Доме благородных собраний он утратил своё значение. Во время Отечественной войны 1812 года зал пострадал от взрывов. С 1813 года интендантство использовало его под склад, а с 1816 по 1850 год здесь размещался военный архив, пребывание которого нанесло существенный ущерб конструкции и особенно декору зала. Лишь в 1856 году, когда зал был передан Министерству юстиции, здесь под руководством академика Афанасьева были проведены реставрационные работы.
После Октябрьской революции зал использовался советскими правительственными учреждениями, в нём неоднократно проводились поддерживающие ремонты. В бывшем Екатерининском зале, получившим при советской власти название Свердловский, проходило вручение правительственных наград, Ленинских и Государственных премий, собирались Пленумы ЦК КПСС. В 1961 году была проведена капитальная реставрация Свердловского зала по проекту архитекторов В. Либсона, И. Рубен, Г. Солодкой. В результате трудоемкой, кропотливой работы были восполнены утраты в лепном декоре, укреплены все конструкции зала, воссоздана первоначальная цветовая гамма.
Зал украшает двухметровая копия скульптуры «Россия» скульптура Н. А. Лаверецкого.
Ныне в Екатерининском зале проходят официальные и торжественные мероприятия с участием президента, в частности, церемонии вручения государственных наград.

## Архитектура
Здание имеет в плане форму треугольника со скошенными углами и образует три внутренних двора: центральный пятиугольный и два трапецеидальных. В вершине треугольника размещен круглый Екатерининский зал, который представляет собой купольную ротонду.
В Екатерининский зал ведет Шохинская лестница. Её основание украшают два торшера, а пролёты — скульптуры богини правосудия. Лестница отделана мрамором и гранитом, перила — ценными породами дерева.
Круглый трехсветный зал обрамлен вдоль стен мощной колоннадой, поставленной с небольшим отступом от стены; над колоннадой устроена неширокая обходная галерея. Грандиозный купол перекрывает пространство зала пролетом почти 25 м и высотой 27 м. Внутри поверхность купола украшена кессонами и лепными розетками. Простенки между окнами купольной части заполнены гипсовыми медальонами с барельефными изображениями русских князей и царей, выполненными с мраморных оригиналов Ф. И. Шубина, украшающих с середины XIX века здание Оружейной палаты. В простенках между колоннами установлены 18 горельефных панно работы скульптора Г. Т. Замараева на аллегорические сюжеты, сочинённые Г. Р. Державиным и Н. А. Львовым. Они отражают государственную деятельность Екатерины II, прославляют законность, правосудие, просвещение — идеалы передовых людей того времени. Вся декоративная лепнина выполнена И. Юстом, Арнольди и другими лепщиками.

## Купол

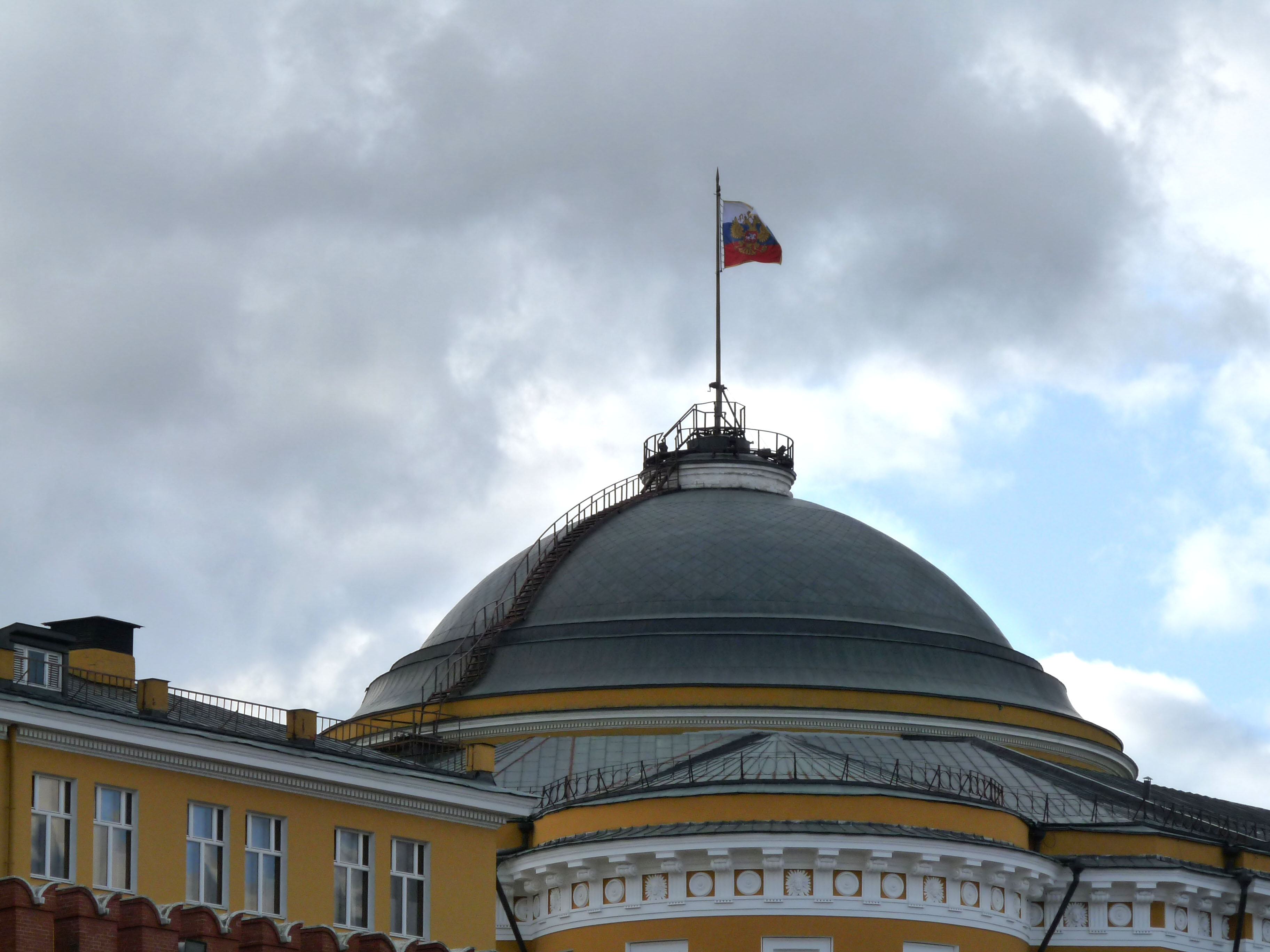
Купол Сенатского дворца

Для того, чтобы органически связать классическое здание Сената с древними сооружениями Кремля, М. Ф. Казаков разместил купол по оси Сенатской башни, которая фиксирует середину Кремлёвской стены на Красной площади. Такое расположение купола создавало вторую, поперечную архитектурную ось Красной площади. После перестройки Верхних торговых рядов Осипом Бове эту поперечную ось поддержал купол в центре торговых рядов, а после его реконструкции под руководством А. Н. Померанцева — выделяющая центральная часть с аркой и двумя башенками. Включение купольной ротонды в ансамбль Красной площади было одним из основных элементов композиционного замысла Казакова, имевшим глубокий градостроительный смысл. Классическая форма купола сенатского здания в центре древнего ансамбля Красной площади по-новому организовала этот ансамбль. Этим приемом Казаков усилил архитектурную выразительность Красной площади как главной парадной площади города.
Огромные размеры купола вызывали сомнение в надежности его конструкции, и существует предание о том, что после снятия кружал автор проекта сам поднялся на вершину купола, чтобы наглядно показать его крепость. Особенность конструкции заключается в том, что распор купола гасится не стройной колоннадой, как это кажется, а стенами и наружными колоннами зала.
С наружной стороны на вершине купола была установлена скульптурная конная группа, изображавшая Георгия Победоносца (герб Москвы). В 1812 году по распоряжению Наполеона статуя была снята и увезена во Францию. После ремонта здания в 1856 году в нём разместились судебные учреждения.
Купол здания до 1917 года был увенчан столбом с императорской короной и надписью «Закон», что было эмблемой царской законности (тогда же за зданием закрепилось новое название — «Здание судебных установлений»). При советской власти столб с короной демонтировали, а вместо него на вершине купола был установлен флагшток, на котором развевался флаг СССР. 25 декабря 1991 года флаг СССР был спущен и поднят флаг Российской Федерации (с 2015 года этот триколор находится в Екатеринбурге в Президентском центре Бориса Ельцина). В феврале 1994 года он был заменен на штандарт Президента России.